# Bezirk Hořowitz
Der Bezirk Hořowitz (tschechisch: Okresní hejtmanství Hořovice) war ein Politischer Bezirk im Königreich Böhmen. Der Bezirk umfasste Gebiete in Westböhmen im heutigen Středočeský kraj (Okres Beroun). Sitz der Bezirkshauptmannschaft war die Stadt Hořowitz (Hořovice). Das Gebiet gehörte seit 1918 zur neu gegründeten Tschechoslowakei und ist seit 1993 Teil Tschechiens.

## Geschichte
Die modernen, politischen Bezirke der Habsburgermonarchie wurden 1868 im Zuge der Trennung der politischen von der judikativen Verwaltung geschaffen.
Der Bezirk Hořowitz wurde 1868 aus den Gerichtsbezirken Hořowitz (tschechisch: soudní okres Hořovice), Beraun (Beroun) und Zbirow (Zbiroh) gebildet.
Der Gerichtsbezirk Zbirow wurde jedoch per 1. September 1896 vom Bezirk Hořowitz abgetrennt und bildete zusammen mit dem Gerichtsbezirk Rokitzan den Bezirk Rokitzan.
Im Bezirk Hořowitz lebten 1869 83.960 Personen, wobei der Bezirk ein Gebiet von 17,1 Quadratmeilen und 106 Gemeinden umfasste.
1900 beherbergte der Bezirk 69.719 Menschen, die auf einer Fläche von 581,84 km² bzw. in 89 Gemeinden lebten.
Der Bezirk Hořowitz umfasste 1910 eine Fläche von 581,84 km² und eine Bevölkerung von 74.915 Personen. Von den Einwohnern hatte 73.690 Tschechisch und 1.041 Deutsch als Umgangssprache angegeben. Weiters lebten im Bezirk 184 Anderssprachige oder Staatsfremde. Zum Bezirk gehörten zwei Gerichtsbezirke mit insgesamt 90 Gemeinden bzw. 104 Katastralgemeinden.
Zur Zeit der Ersten Tschechoslowakischen Republik wurde mit Wirkung vom 1. April 1936 der Gerichtsbezirk Beraun als eigenständiger politischer Bezirk (okres) vom politischen Bezirk Hořowitz abgetrennt.